# Formula 1 e la televisione

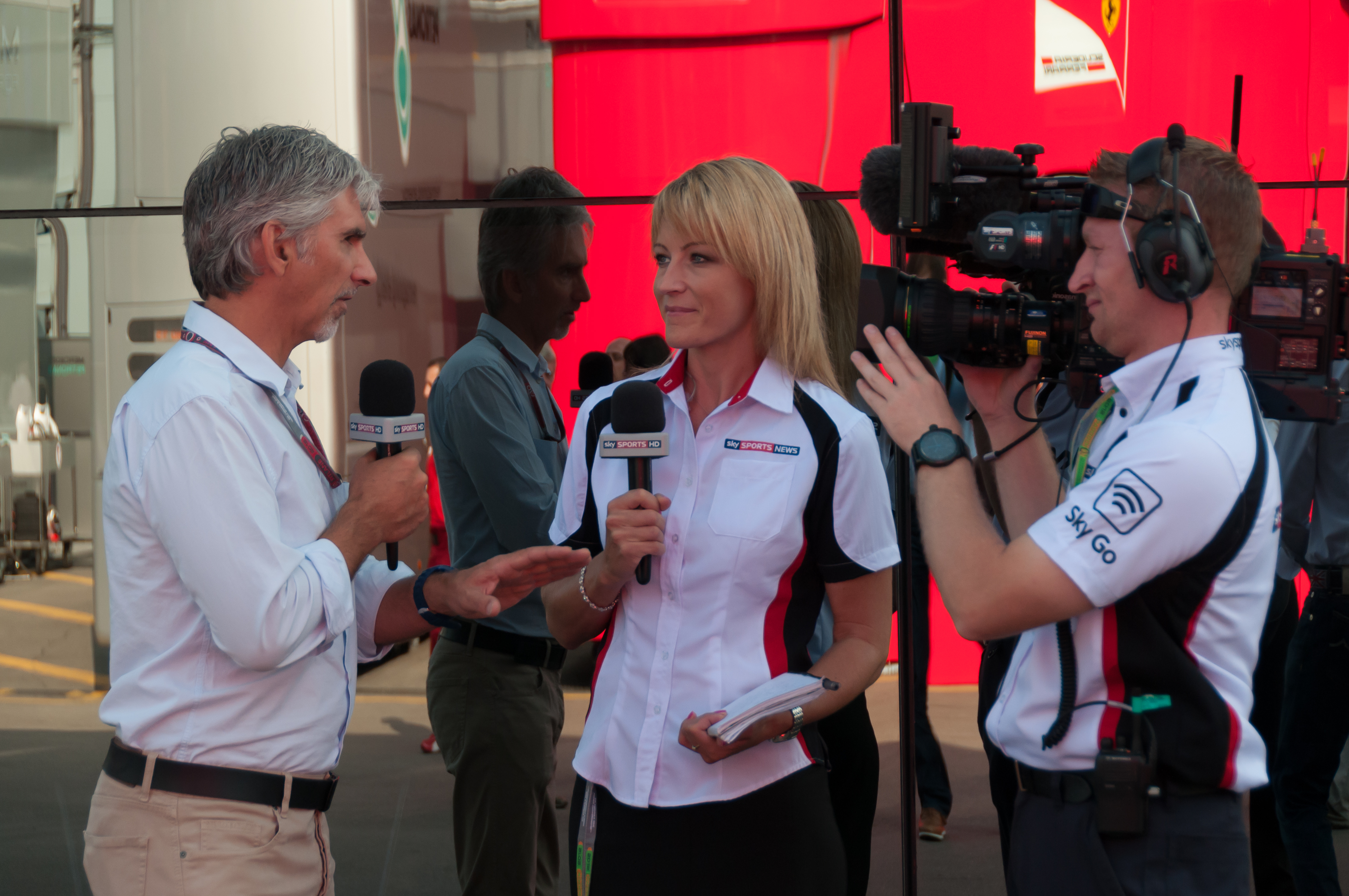
L'ex campione del mondo Damon Hill (a sinistra), oggi commentatore televisivo della Formula 1 per Sky Sports.

La Formula 1 e la televisione hanno avuto un rapporto sinergico sin dagli anni sessanta. La stagione 1973 fu la prima a essere trasmessa in mondovisione, mentre i diritti televisivi fino alla stagione 1980 furono appannaggio dell'Eurovisione, prima di passare sotto il controllo di Bernie Ecclestone e successivamente di Liberty Media.
Il Gran Premio del Canada 2005 venne visto da 53 milioni di telespettatori, risultando essere così il secondo evento sportivo più visto dell'anno, dietro soltanto la finale della UEFA Champions League. Le 18 gare della stagione 2006 sono state viste complessivamente da 154 milioni di telespettatori; la diretta dell'ultima gara stagionale, il Gran Premio del Brasile 2006, è stata vista da 83 milioni di telespettatori. Secondo le cifre ufficiali fornite dalla Formula One Management, la media dei telespettatori che assistono al singolo evento si aggira attorno ai 58 milioni.
La Formula 1 è trasmessa nel mondo dalla RTL, quella che ha trasmesso più a lungo le gare, dalla British Broadcasting Corporation (BBC) in Inghilterra, da The Sports Network in Canada e da NBC Sports negli Stati Uniti. Molte altre televisioni trasmettono in diretta. In Australia, la F1 viene trasmessa da Network Ten e da One. A metà degli anni 2000, anche l'emittente Al Jazeera nel Medio Oriente aveva trasmesso qualche gara in un mercato che fino allora era rimasto abbastanza assopito, almeno prima della nuova gara nel Bahrain e in quella negli Emirati Arabi Uniti, ad Abu Dhabi, iniziata a gareggiare a partire dal 2009.

## Dall'Eurovisione allaBernievision

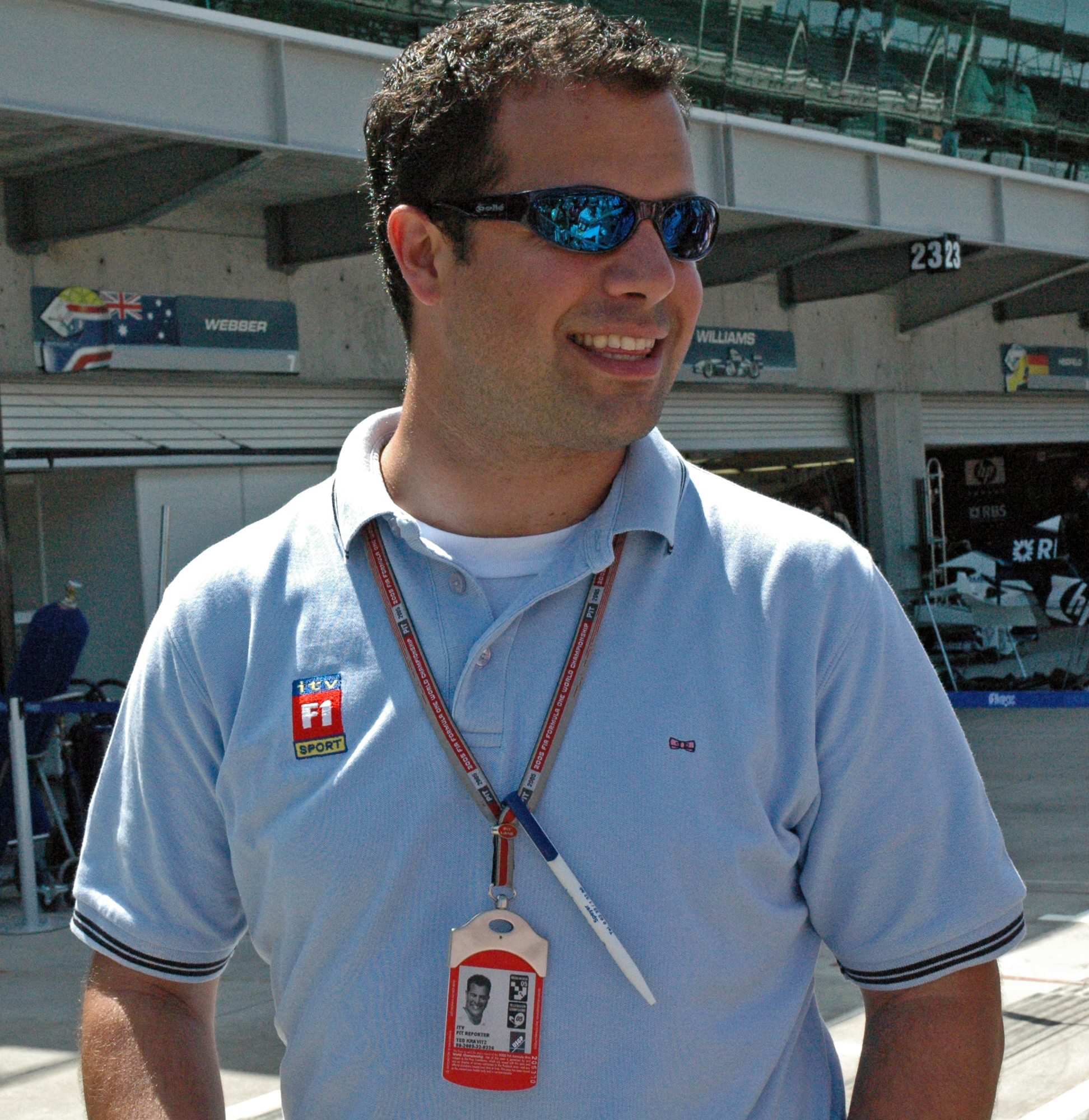
Il telecronista britannico di Sky Sports, Ted Kravitz.

L'Eurovisione rinunciò ai diritti televisivi nei primi anni ottanta, perché la televisione tedesca non intendeva continuare a investire in uno sport che in quel momento non aveva impegnati né piloti né costruttori tedeschi. Durante i primi anni 2000, la "Formula One Administration", governata da Bernie Ecclestone, creò un buon numero di marchi registrati, il logo e un sito internet ufficiale per la Formula 1 al fine di donarle un'identità ben definita. Ecclestone nel 1996 fu uno dei primi a sperimentare un sistema televisivo digitale di ripresa delle gare (comunemente chiamato Bernievision), lanciato in occasione del Gran Premio di Germania del 1996 in collaborazione con la televisione satellitare tedesca DF1 trent'anni dopo la prima trasmissione televisiva a colori di un Gran Premio di F1, il Gran Premio di Germania del 1967 corso al Nürburgring. Questo servizio offriva visuali simultanee da diverse posizioni (come la super regia, telecamere a bordo, in alto, in basso, sul retro, a livello suolo, i momenti migliori comunemente detti highlights, riprese dalla pit lane e la schermata dei tempi), che comportava un notevole dispendio di telecamere e diverso personale tecnico–giornalistico rispetto alla trasmissione convenzionale. È stato introdotto in molte nazioni nel corso degli anni (in Italia fu TELE+ col canale specifico TELE+ F1 a offrire tale servizio), ma venne chiuso dopo la fine della stagione 2002 per problemi finanziari.

## Riprese digitali, podcasting e videotelefono
Col passare del tempo tutte le stazioni televisive che hanno acquisito i diritti della Formula 1 hanno dovuto usufruire delle riprese in esclusiva mondiale prodotte dalla Formula One Management, che è l'unico ufficiale. La regia viene coordinata unilateralmente in ciascuna delle nazioni che ospitano il Gran Premio, talora in accordo coi broadcaster locali (come l'ITV per il Gran Premio di Gran Bretagna e la RAI per il Gran Premio d'Italia), con ciascuna emittente che ha la possibilità di usufruire di telecamere personalizzate. Queste ultime possono essere utilizzate sulla griglia di partenza – in occasione della pausa che intercorre tra la chiusura della pit lane e la partenza del giro di ricognizione prima della gara – e sul retro del paddock per le interviste ai piloti. La sola stazione che ha qualche differenza è il canale tedesco satellitare Sky Deutschland, che offre tutte le sessioni di prove – anche quelle libere del venerdì – dal vivo e interattive, incluse naturalmente le riprese on-board. Il servizio è visto in Europa dalla fine del 2002, quando i costi per mantenere una televisione digitale interattiva erano troppo alti e furono in larga parte la causa del fallimento del canale F1 Digital+, lanciato attraverso la Sky Digital in Inghilterra. I prezzi erano troppo alti per gli spettatori, i quali potevano comunque vedere le qualifiche e la gara liberamente su ITV. In Inghilterra fu lanciato per la prima volta un servizio di podcasting sulla Formula 1 per la telefonia cellulare di terza generazione, puntando ad avere la diretta di prove e gare sui videotelefonini, sulla falsariga di quanto avvenuto durante il campionato del mondo di calcio FIFA nel 2006. Il rapido progresso tecnologico della telefonia mobile, con l’avvento degli smartphone, ha tuttavia reso precocemente obsoleto questo scenario.

## Dal campo lungo alle telecamere on-board
Naturalmente nella storia della Formula 1 e dei suoi rapporti con la televisione non vanno dimenticati il sistema delle riprese, dai primi campi lunghi degli anni sessanta e settanta, alle telecamere posizionate su elicotteri o sul famoso dirigibile della Goodyear – in seguito scomparso – dalle prime sovraimpressioni, in principio sporadiche e poi fisse, per finire con le riprese on-board camera, iniziate con rudimentali sistemi sin dalla metà degli anni sessanta per passare alle sofisticatissime apparecchiature odierne.

## I diritti TV in Italia e i telecronisti italiani

### Le trasmissioni televisive

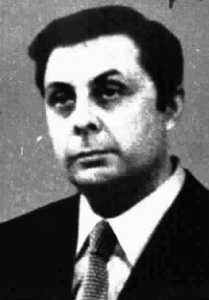
Mario Poltronieri, voce storica della Formula 1 sulla Rai, commentò i Gran Premi dapprima come seconda voce e poi come voce principale, dal 1963 al 1994.

La Formula 1 in Italia ha sempre goduto di forte popolarità, dovuta soprattutto alla presenza, fin dagli albori, di varie scuderie italiane, in particolare della Scuderia Ferrari. Questa popolarità fu sfruttata dalla Rai, dapprima con le trasmissioni radio e successivamente con quelle televisive. Il primo Gran Premio di cui si hanno notizie di trasmissione è il Gran Premio d'Italia del 1953: esso venne trasmesso in diretta parziale col commento di Piero Casucci, primo telecronista italiano, dall'emittente di stato le cui trasmissioni erano solamente sperimentali. Per alcuni anni l'emittente si limitò a trasmettere solamente alcuni spezzoni delle gare, come le partenze e i sorpassi. Dai primi anni 60 la copertura delle gare aumenta, con la trasmissione completa di alcune gare tra cui il Gran Premio d'Italia e quello di Monaco e con la confermata trasmissione di spezzoni delle restanti gare. Nel 1963, accanto a Casucci, fa la sua prima comparsa il giornalista Mario Poltronieri, che dal 1968 diverrà la voce ufficiale della Formula 1 in Italia fino alla stagione 1994, dapprima da solo e poi col giornalista del Corriere della Sera Giancarlo Falletti, il progettista Enrico Benzing fino alla stagione 1978, quindi col radiocronista della RTSI Sergio Noseda nel biennio 1979-1980 e infine con Ezio Zermiani, Gianfranco Palazzoli e Clay Regazzoni dal 1981 al 1994.
Parallelamente alla rete di stato, tutti i Gran Premi tra il campionato del 1987 e quello del 1990 sono stati trasmessi anche dalla rete monegasca in lingua italiana Telemontecarlo. Tale rete televisiva possedeva infatti lo status di televisione straniera, ma era fruibile in gran parte della penisola e poteva quindi trasmettere le manifestazioni sportive di esclusiva RAI. La telecronaca di tutti questi Gran Premi è stata affidata alla coppia formata da Renato Ronco e Mauro Forghieri, a cui si aggiunge nel 1989 Patricia Pilchard per le interviste dai box.
Nel 1991, conseguentemente alla legge Mammì dell'anno precedente, si assiste a una completa rivoluzione. Le emittenti private acquisirono il diritto alla trasmissione in diretta e ciò permise al gruppo Fininvest e a Telepiù di acquisire i diritti di alcune gare, in quanto in quegli anni non esisteva una vendita centralizzata dei diritti televisivi. La stagione 1991 vide quindi 8 Gran Premi trasmessi su Rai 2, con la telecronaca del confermato Poltronieri e 8, tra cui il Gran Premio d'Italia, trasmessi su Italia 1, con la telecronaca affidata all'ex pilota di Formula 1 Andrea de Adamich coadiuvato da Guido Schittone e Patricia Pilchard in collegamento dai box, ruolo che già aveva svolto su Telemontecarlo.
Tale situazione rimane invariata anche per le successive tre stagioni: dalla stagione 1992 a quella 1994 Rai e Fininvest si spartiscono equamente i Gran Premi, 8 a testa, e confermano le squadre di commento già viste negli anni precedenti. L'unico cambio è quello che vede Claudia Peroni sostituire Patricia Pilchard dai box per le reti Fininvest.

Da sinistra: Guido Schittone e Oscar Orefici, giornalisti di riferimento per il racconto della Formula 1 sulle reti private Fininvest nella prima metà degli anni 90, il primo come seconda voce nelle telecronache di Andrea de Adamich e il secondo come responsabile della redazione motori.

La stagione 1995 invece vide la Rai, orfana del pensionato Poltronieri (che rimase comunque opinionista in studio) sostituito da Amedeo Verduzio col commento tecnico di Emanuele Pirro e probabilmente colpita dagli avvenimenti del tragico weekend del Gran Premio di San Marino 1994, per la prima volta con soli 6 Gran Premi trasmessi in diretta contro gli 11 delle reti Fininvest. Tale situazione sarà il preludio di ciò che accadrà nella stagione successiva, quando la FIA deciderà di vendere in blocco i diritti televisivi di tutto il campionato. L'esclusiva di tutti i Gran Premi della stagione 1996 fu interamente nelle mani di Fininvest/Mediaset. Dalla stagione 1991 a quella 1995 I warm-up di tutte le gare e i Gran Premi trasmessi dalle reti Fininvest venivano anche replicati in differita su Telepiù con la stessa telecronaca.
Dalla stagione 1997 la FIA effettuerà una separazione dei diritti televisivi, suddividendoli in due pacchetti: il primo, relativo alla trasmissione terrestre in chiaro, viene acquisito dalla Rai, che affida la telecronaca a Gianfranco Mazzoni, già radiocronista di Tutto il calcio minuto per minuto e che già nelle stagioni precedenti aveva affiancato Mario Poltronieri prima e Amedeo Verduzio poi. Mazzoni si avvale del commento tecnico di Giorgio Piola, Gianfranco Palazzoli e René Arnoux, sostituito nel 1998 da Ivan Capelli. Le interviste sono curate ancora una volta da Ezio Zermiani insieme al poliglotta Ettore Giovannelli, che dopo un anno di "tirocinio" lo sostituirà a partire dal 1999. 
Il secondo pacchetto, relativo alla trasmissione a pagamento, viene invece venduto alla piattaforma TELE+ che, sfruttando la piattaforma Bernievision ideata da Bernie Ecclestone, poté trasmettere oltre alle gare anche prove libere, qualifiche e diversi contenuti esclusivi riservati ai suoi abbonati e non fruibili sulla rete pubblica. Per la telecronaca, la pay-tv si affida al giornalista Paolo Leopizzi, affiancato per una sola stagione da Ivan Capelli, poi passato alla Rai, e in seguito da Cesare Fiorio, Gabriele Tarquini e l'ingegnere Mauro Forghieri, arrivato da TMC.
Tale dualità permane fino alla stagione 2003, quando la piattaforma ideata da Ecclestone chiude e Telepiù, pur mantenendo i diritti di trasmissione satellitare, riduce i contenuti esclusivi e affida la telecronaca alla coppia formata da Lucio Rizzica e Gabriele Tarquini. La coppia viene confermata anche dopo i primi undici Gran Premi, quando la piattaforma chiude e viene assorbita in Sky e la trasmissione degli ultimi cinque Gran Premi viene affidata alla neonata Sky Sport. La piattaforma deciderà di non acquisire i diritti per la stagione successiva e la Rai proporrà fino alle prime gare del 2007 qualifiche e Gran Premi in esclusiva.
La trasmissione delle gare sul satellite si ripresenta dal Gran Premio di Monaco 2007 e fino al termine della stagione 2009, quando Sky Sport ritorna a trasmettere prove libere, qualifiche e gare, seppure in modalità non esclusiva, poiché qualifiche e gare erano comunque visibili in diretta anche in chiaro sulle reti Rai. Le telecronache furono affidate dapprima a Paolo Leopizzi, poi dal Gran Premio di Gran Bretagna a Carlo Vanzini, mentre al commento tecnico si sono alternati Gabriele Tarquini, Gian Carlo Minardi e Marc Gené (poi spalla tecnica di Antonio Lobato ad Antena 3).
Per le successive tre stagioni, dal 2010 al 2012, l'esclusiva dei Gran Premi torna appannaggio della Rai, con la ormai collaudata coppia formata da Gianfranco Mazzoni e Ivan Capelli.
Il 6 giugno 2012 Sky Italia acquisisce i diritti televisivi della Formula 1 e delle relative serie minori (GP2, GP3 e Porsche Supercup) per tre stagioni (con opzione di altri 2 anni) a partire dal 2013. Questo comporta la diretta in esclusiva di prove libere, qualifiche e gare di 10 dei 19 Gran Premi al momento in calendario, che andranno in onda anche sulle reti Rai seppure solo in differita. Per gli altri nove Gran Premi (compreso quello d'Italia) prove libere, qualifiche e gara sono state trasmesse in diretta sia sui canali di Sky Italia che in chiaro sui canali Rai. La richiesta economica che Bernie Ecclestone aveva fatto alla Rai per rinnovare il contratto previsto dal Patto della Concordia è stata giudicata inaccettabile dal CdA di Viale Mazzini, che ha deciso di rinnovare solamente i diritti in chiaro pagando una quota di 100 milioni di euro.

### L'uscita di scena della Rai

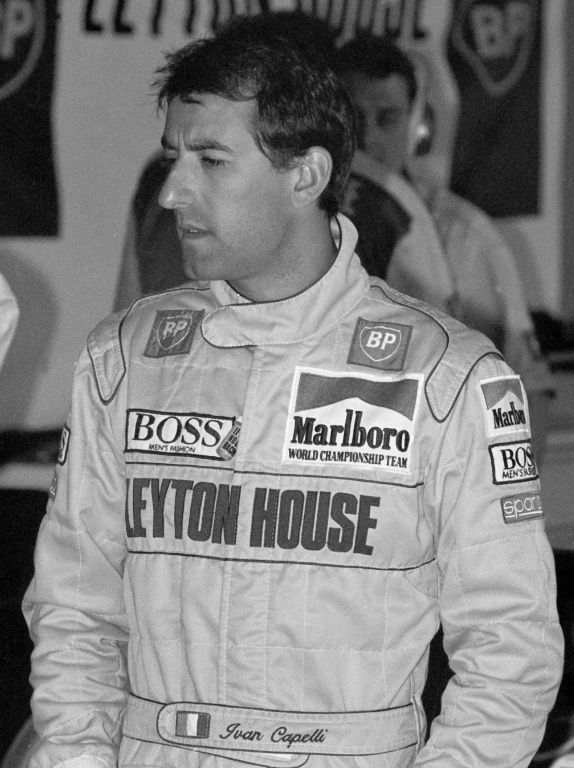
Ivan Capelli nel alla Leyton House. Dopo il ritiro è divenuto una delle voci più note nel racconto televisivo italiano della Formula 1: dapprima come seconda voce nei Gran Premi, nel 1997 per Telepiù, con Paolo Leopizzi, e poi dal 1998 al 2017 per la Rai, con Gianfranco Mazzoni; quindi come opinionista, dal 2018, per i canali Sky.

Dal 2018 Sky ha ottenuto l'esclusiva assoluta dei Gran Premi in Italia, con l'uscita di scena della Rai (la quale ha trasmesso solo il Gran Premio d'Italia 2018 in diretta non esclusiva), la cui offerta per la trasmissione in chiaro è stata definitivamente rifiutata dalla FOM nel gennaio 2018; cinque gare (tra cui lo stesso Gran Premio d'Italia), sono state trasmesse in diretta in chiaro anche su TV8, di proprietà di Sky (con l'eccezione del 2020 in cui sono state solamente quattro). Quest'ultimo canale trasmette tutte le differite delle altre gare (nel 2018 di norma alle ore 21, mentre dal 2019 per i GP d'Australia e asiatici la trasmissione è prevista alle 14, per le gare europee alle 18 e per quelli serali alle 21 e 30, salvo concomitanze con la MotoGP o altri sport che fanno variare questi orari). Le gare in diretta su TV8 diventano solamente due a partire dal 2024, quelle di Imola e Monza; in compenso però iniziano ad essere trasmesse in chiaro le sessioni sprint, presenti in sei gare a stagione.
Dal 2013 in poi la telecronaca su Sky è stata affidata a Carlo Vanzini e Marc Gené e dal 2016 si avvale della collaborazione di Roberto Chinchero e degli interventi tecnici di Matteo Bobbi. Le interviste dai box sono affidate a Mara Sangiorgio e gli approfondimenti pre e post gara, nel 2013, a Sarah Winkhaus e Jacques Villeneuve; dal 2014 la prima è stata sostituita da Federica Masolin, coadiuvata dal 2015 al 2023 da Davide Valsecchi e fino al 2020 dallo stesso Villeneuve. A partire dal 2024 vi è stata una rivoluzione totale della squadra del pre e post gara, con la conduzione di Davide Camicioli, affiancato da Ivan Capelli (già commentatore tecnico ai tempi della Rai e opinionista nel 2018 su TV8) e Vicky Piria.
L'esclusiva di Sky è stata confermata anche per le stagioni 2021 e 2022. Nel 2022 viene annunciata nuovamente l'esclusiva di Sky per la trasmissione televisiva esclusiva della Formula 1 fino al 2027.

### Le trasmissioni radiofoniche
Per quanto riguarda le trasmissioni radiofoniche la Formula 1 è da sempre stata appannaggio delle reti pubbliche, seppur solamente con interventi sporadici del radiocronista di turno. Dagli anni 70, nei periodi in cui viene trasmessa, le informazioni sui Gran Premi vengono fornite all'interno della trasmissione Tutto il calcio minuto per minuto con collegamenti simili a quelli effettuati per le partite di calcio. Nei periodi in cui il programma non viene trasmesso si effettua una radiocronaca quasi completa (spesso alternata con altri sport e con il Motomondiale). Il primo radiocronista fu Arnaldo Verri per il Gr1 seguito da Everardo Dalla Noce per il Gr2; in seguito voce della F1 alla radio divenne Victor Balestrieri, al quale succedette dapprima Emanuele Dotto ed in seguito Gianfranco Mazzoni che proseguì con le radiocronache fino alla stagione 1996. Dall'anno successivo, con il passaggio di quest'ultimo alle cronache televisivi, Giulio Delfino diventa il radiocronista su Rai Radio 1. A partire dalla stagione 2019, le radiocronache dei Gran Premi su Rai Radio 1 sono affidate a Manuel Codignoni.

## Diritti tv e telecronisti nel resto del mondo

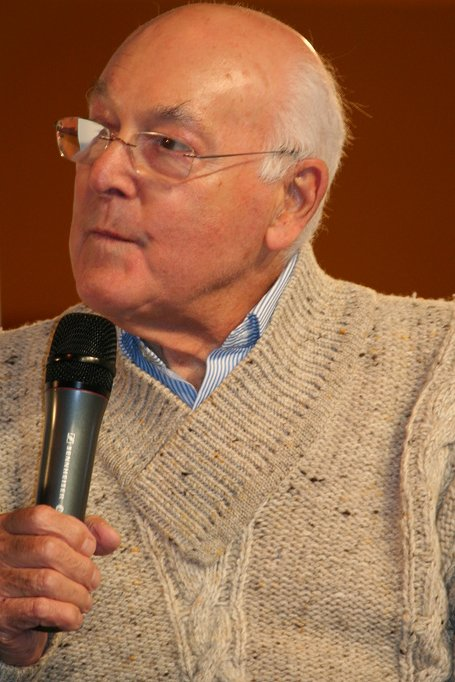
Murray Walker, storico telecronista di BBC e ITV.

Nel Regno Unito, fin dai primi anni, la maggioranza delle gare è stata trasmessa dalla BBC che garantiva una copertura quasi totale del campionato. La voce storica della rete pubblica è Murray Walker, che ha commentato i gran premi dagli albori fino al 2001, compreso il periodo in cui i diritti furono appannaggio di ITV. Nel 2011 in Gran Bretagna, la pay-tv BSkyB acquisisce i diritti di trasmissione per sette anni (2012-2018) e concede i diritti in chiaro (9 GP in diretta e i restanti 11 solo in differita) rimasti alla BBC, sostituita dal 2016 da Channel 4. In Gran Bretagna gli attuali telecronisti sono David Croft, e l'ex pilota Martin Brundle, le interviste ai box sono affidate a Ted Kravitz e Louise Goodman.
In Francia invece, dopo la lunga parentesi di TF1, il canale pay Canal+ ha acquisito i diritti per tre anni dal 2013, con la possibilità di diffondere in chiaro solo un magazine.
Da ricordare tra le voci storiche l'austriaco Heinz Prüller, che ha commentato per la ORF1 i gran premi dal 1965 al 2011. 

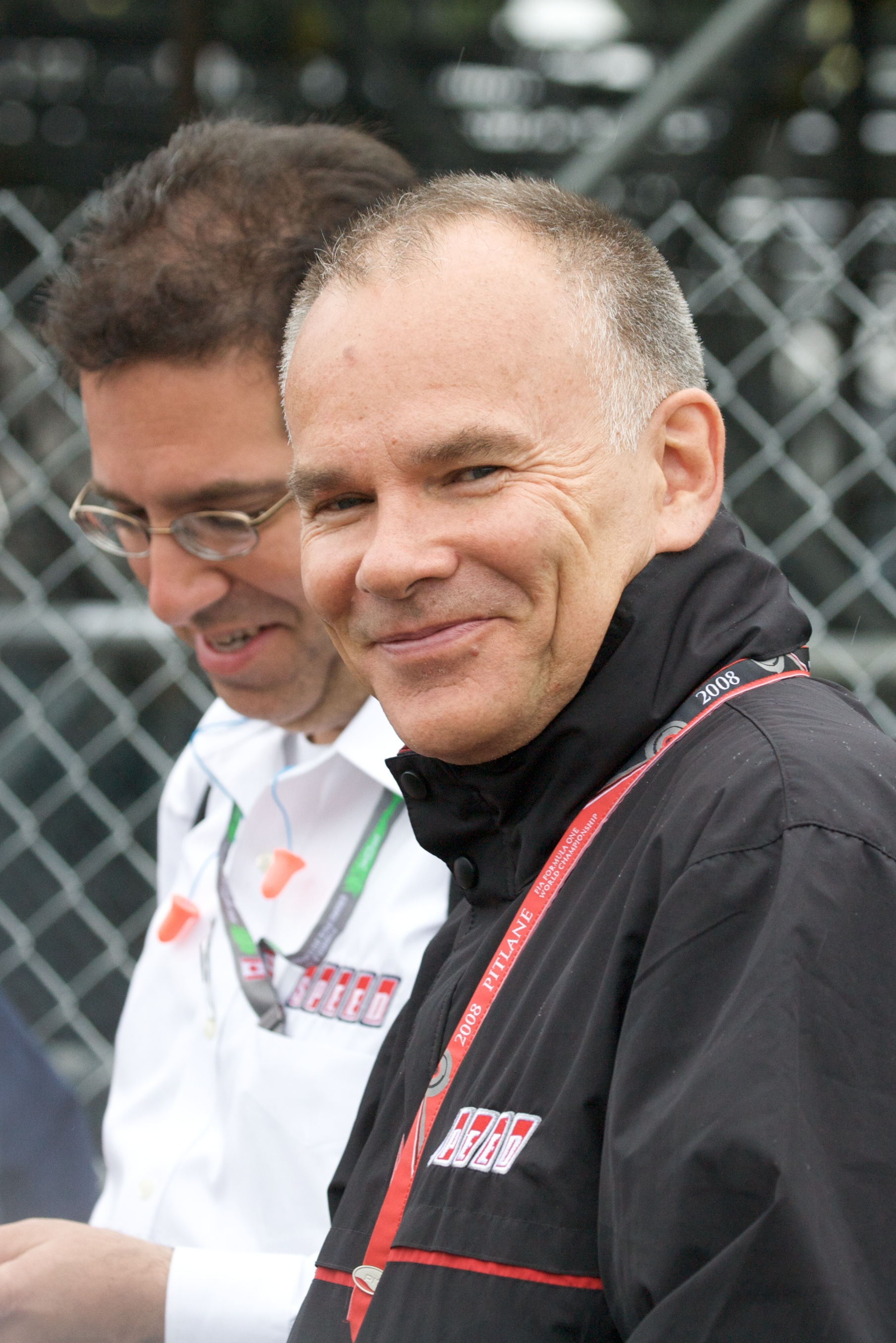
Il telecronista di SPEED Channel (Stati Uniti) e Network Ten (Australia), Peter Windsor.

In Spagna, Antonio Lobato ha avuto particolare fortuna commentando per Telecinco la F1 e le gesta di Fernando Alonso dal 2004 al 2008, tanto che continua tale compito prima con La Sexta e poi con Antena 3, nei vari casi affiancato dal commento tecnico di Marc Gené.

### Trasmissione dei Gran Premi
La tabella seguente è una lista delle emittenti televisive nel mondo che trasmettono, in chiaro o in Pay TV nel 2021 i Gran Premi del Campionato mondiale di Formula 1.
| Nazione                                  | Canale TV                                               | Lingua                    | Modalità |
| ---------------------------------------- | ------------------------------------------------------- | ------------------------- | --- |
| Africa subsahariana                      | SuperSport TV / Canal+ Sport                            | inglese                   | pay-TV |
| Albania                                  | Top Channel                                             | albanese                  | in chiaro |
| America Meridionale (Brasile escluso)    | Fox Sports Latinoamérica                                | spagnolo                  | pay-TV |
| Armenia                                  | Setanta Sports +                                        | russo                     | pay-TV |
| Asia                                     | Star Sports Channels / Fox Sports Asia Channels         | inglese                   | pay-TV |
| Asia Centrale                            | Setanta Sports +                                        | russo                     | pay-TV |
| Australia                                | Fox Sports / Network Ten                                | inglese                   | • Fox Sports (pay-TV) • Network Ten (in chiaro solo il GP d'Australia) • Fox Sports (streaming) • Tenplay (10 GP in streaming) |
| Austria                                  | ORF eins                                                | tedesco                   | in chiaro |
| Azerbaigian                              | Idman TV / Setanta Sports +                             | azero                     | • Idman TV (in chiaro) • Setanta Sports + (pay-TV)                                                                             |
| Bielorussia                              | Setanta Sports +                                        | russo                     | pay-TV |
| Belgio                                   | RTBF La Une-La Deux / Play Sports / Sporza              | francese olandese         | • RTBF La Une-La Deux (in chiaro) • Play Sports (pay-TV) • Sporza (in chiaro solo il GP del Belgio)                            |
| Bosnia ed Erzegovina                     | Sport Klub                                              | serbo                     | pay-TV |
| Brasile                                  | Rede Bandeirantes / BandSports                          | portoghese                | • Rede Bandeirantes (in chiaro) • BandSports (pay-TV)                                                                          |
| Bulgaria                                 | Diema Sport-Diema Sport 2                               | bulgara                   | pay-TV |
| Canada                                   | RDS-RDS2-RDS Info / TSN-TSN2-TSN3-TSN4-TSN5             | francese                  | • RDS-RDS2-RDS Info (pay-TV) • TSN-TSN2-TSN3-TSN4-TSN5 (pay-TV) • TSN GO e RDS GO (streaming)                                  |
| Cina                                     | CCTV-5 / Altri canali regionali                         | cinese                    | in chiaro |
| Cipro                                    | CytaVision                                              | greco                     | pay-TV |
| Corea del Sud                            | SBS Sports                                              | coreano                   | pay-TV |
| Croazia                                  | SBS Sports                                              | croato                    | • SBS Sports (pay-TV) • MAXtv To Go Match (streaming)                                                                          |
| Cuba                                     | Tele Rebelde                                            | spagnolo                  | in chiaro |
| Danimarca                                | TV3+ Denmark - TV3+ Denmark HD                          | danese                    | pay-TV |
| Estonia                                  | TV6 / Viasat Sport Baltic                               | estone                    | • TV6 (4 GP In chiaro: USA, Canada, Bahrein, Messico) • Viasat Sport Baltic (pay-TV)                                           |
| Finlandia                                | C More Max                                              | finlandese                | • C More Max (pay-TV) • MTV3 (streaming)                                                                                       |
| Francia                                  | Canal+ / TF1                                            | francese                  | • Canal+ (pay-TV) • TF1 (4 GP In chiaro: Monte Carlo, Francia, Belgio e Italia)                                                |
| Georgia                                  | Setanta Sports +                                        | russo                     | pay-TV |
| Germania                                 | RTL,sky sport                                           | tedesco                   | RTL(in chiaro) sky sport (pay tv)                                                                                              |
| Giappone                                 | Fuji TV Next / DAZN                                     | giapponese                | • Fuji TV Next (pay-TV) • DAZN (pay-TV e streaming)                                                                            |
| Grecia                                   | ERT / OTE Sport                                         | greco                     | • ERT (In chiaro tranne Australia, Cina e Giappone) • OTE Sport (pay-TV)                                                       |
| India                                    | STAR Sports Channel                                     |                           | pay-TV |
| Iran                                     | IRIB Varzesh                                            | persiano                  | in chiaro |
| Irlanda                                  | Eir Sport 1 / Sky Sports F1                             | irlandese                 | pay-TV |
| Islanda                                  | Stöð 2 Sport                                            | islandese                 | pay-TV |
| Israele                                  | Sport 5                                                 | ebraico                   | pay-TV |
| Italia / San Marino / Città del Vaticano | Sky Sport F1 / TV8.                                     | italiano                  | • Sky Sport F1 (pay-TV) • TV8 (In chiaro ma differita)                                                                         |
| Lettonia                                 | Viasat Sport Baltic                                     | lettone                   | pay-TV |
| Liechtenstein                            | Teleclub Sport                                          | tedesco                   | pay-TV |
| Lituania                                 | Viasat Sport Baltic                                     | lituano                   | pay-TV |
| Macedonia del Nord                       | Sport Klub                                              | russo                     | pay-TV |
| Malta                                    | GO                                                      | inglese                   | pay-TV |
| Medio Oriente e Nordafrica               | BeIN Sports                                             |                           | • BeIN Sports (pay-TV) • BeIN Sports Connect (streaming)                                                                       |
| Moldavia                                 | Setanta Sports +                                        | russo                     | pay-TV |
| Montenegro                               | Sport Klub                                              | serbo                     | pay-TV |
| Norvegia                                 | Viasat Motor-Viasat Sport / Viaplay                     | norvegese                 | pay-TV |
| Nuova Zelanda                            | SKY Sport                                               | inglese                   | pay-TV |
| Paesi Bassi                              | Ziggo Sport Totaal-Ziggo Sport Go-Ziggo Sport           | olandese                  | pay-TV |
| Polonia                                  | VIAPLAY                                                 | polacco                   | pay-TV e streaming |
| Porto Rico                               | ESPN-ESPN2 / Univision / ABC                            | inglese spagnolo          | • ESPN-ESPN2 (pay-TV) • Univision (pay-TV) • ABC (3 GP In chiaro)                                                              |
| Portogallo                               | Sport TV                                                | portoghese                | pay-TV e streaming |
| Regno Unito                              | Sky Sports Mix-Sky Sports F1 / Channel 4                | inglese                   | • Sky Sports Mix-Sky Sports F1 (pay-TV) • Channel 4 (10 GP In chiaro) • Sky Sports (streaming)                                 |
| Rep. Ceca                                | Sport 2-Sport 3                                         | ceco                      | pay-TV |
| Romania                                  | Dolce Sport / Digi Sport / Antena 3                     | romeno                    | • Dolce sport / digi sport (pay-TV) • Antena 3 (in chiaro)                                                                     |
| Russia                                   | Match TV / Match! Arena                                 | russo                     | • Match TV (in chiaro) • Match! Arena (pay-TV)                                                                                 |
| Serbia                                   | Sport Klub                                              | serbo                     | pay-TV |
| Slovacchia                               | Sport 2                                                 | slovacco                  | pay-TV |
| Spagna / Andorra                         | DAZN                                                    | spagnolo                  | pay-TV |
| Svezia                                   | Viasat Motor                                            | svedese                   | pay-TV e streaming |
| Svizzera                                 | SRF zwei / RTS Deux / RSI LA2 / Teleclub Sport / Canal+ | tedesco francese italiano | • SRF zwei (in chiaro) • RTS Deux (in chiaro) • RSI LA2 (in chiaro) • Teleclub Sport (pay-TV) • Canal+ (pay-TV)                |
| Turchia                                  | S Sport                                                 | turco                     | pay-TV |
| Ucraina                                  | 1auto                                                   | ucraino                   | pay-TV |
| Ungheria                                 | M4 Sport                                                | ungherese                 | in chiaro |
| Stati Uniti                              | ESPN-ESPN2 / Univision / ABC                            | inglese spagnolo          | • ESPN-ESPN2 (pay-TV e streaming) • Univision (pay-TV e streaming) • ABC (3 GP in chiaro)                                      |

## Coordinazione regia internazionale
Nella tabella seguente sono indicate le emittenti televisive che coordinano le regie per i Gran Premi della stagione 2015. Dal 2007 quasi tutti gli eventi sono prodotti e trasmessi dalla FOM, la struttura televisiva di Liberty Media, con la sola eccezione del Gran Premio di Monaco, prodotto da Télé Monte Carlo.
| Gran Premio                   | Produttore       |
| ----------------------------- | ---------------- |
| Gran Premio d'Australia       | FOM              |
| Gran Premio della Malesia     | FOM              |
| Gran Premio della Cina        | FOM              |
| Gran Premio del Bahrein       | FOM              |
| Gran Premio di Spagna         | FOM              |
| Gran Premio di Monaco         | Télé Monte Carlo |
| Gran Premio del Canada        | FOM              |
| Gran Premio d'Austria         | FOM              |
| Gran Premio di Gran Bretagna  | FOM              |
| Gran Premio di Germania       | FOM              |
| Gran Premio d'Ungheria        | FOM              |
| Gran Premio del Belgio        | FOM              |
| Gran Premio d'Italia          | FOM              |
| Gran Premio di Singapore      | FOM              |
| Gran Premio del Giappone      | FOM              |
| Gran Premio di Russia         | FOM              |
| Gran Premio degli Stati Uniti | FOM              |
| Gran Premio del Messico       | FOM              |
| Gran Premio del Brasile       | FOM              |
| Gran Premio di Abu Dhabi      | FOM              |

### Coordinazione regia internazionale del passato (1990 - 2006)
Qui sotto sono indicate quelle emittenti coordinatrici della regia internazionale che hanno curato la messa in onda dei Gran Premi dal 1990 al 2006, che non sono più presenti nel calendario ufficiale della Formula 1, oppure attualmente prodotte da diverse emittenti. Le produttrici per qualsiasi corsa effettuata continuamente nel calendario dal 1990 (oppure quelle inserite di recente) possono essere consultate nella tabella superiore.
| Gran Premio                             | Circuito                     | Emittente                 | Anni                    |
| --------------------------------------- | ---------------------------- | ------------------------- | ----------------------- |
| Gran Premio d'Australia                 | Adelaide                     | Channel 10 / Nine Network | 1990 - 1995             |
| Gran Premio d'Australia                 | Albert Park, Melbourne       | Channel 10 / Nine Network | 1996 - 2004             |
| Gran Premio d'Austria                   | A1-Ring                      | ORF                       | 1997 - 2003             |
| Gran Premio di Gran Bretagna            | Silverstone                  | BBC Sport                 | 1990 - 1996             |
| Gran Premio del Canada                  | Montréal                     | The Sports Network (TSN)  | 1990 - 2004             |
| Gran Premio d'Europa                    | Donington Park               | BBC Sport                 | 1993                    |
| Gran Premio d'Europa                    | Jerez                        | Telecinco                 | 1990, 1994, 1997        |
| Gran Premio d'Europa                    | Nürburgring                  | RTL Television / WIGE     | 1995, 1996, 1999 - 2006 |
| Gran Premio di Francia                  | Paul Ricard                  | TF1                       | 1990                    |
| Gran Premio d'Italia                    | Autodromo nazionale di Monza | Rai / Fininvest           | 1990 - 2006             |
| Gran Premio del Lussemburgo             | Nürburgring                  | RTL Television / WIGE     | 1997 - 1998             |
| Gran Premio della Malesia               | Sepang International Circuit | 8TV                       | 1999 - 2004             |
| Gran Premio del Pacifico                | Tanaka International Circuit | Fuji Television           | 1994 - 1995             |
| Gran Premio del Portogallo              | Estoril                      | RTP                       | 1990 - 1996             |
| Gran Premio del Sudafrica               | Kyalami                      | DStv                      | 1992 - 1993             |
| Gran Premio degli Stati Uniti d'America | Indianapolis Motor Speedway  | SPEED Channel             | 2000 - 2003             |
| Gran Premio degli Stati Uniti d'America | Phoenix                      | ABC                       | 1990 - 1991             |

## Conferenze stampa della FIA
La Formula One Management provvede a una conferenza stampa in diretta televisiva dopo le qualifiche e dopo la gara. Dalla sua nascita i moderatori di queste interviste sono stati:
| Nome          | Nazionalità            | Periodo |
| ------------- | ---------------------- | --- |
| Nick Daman    | Regno Unito (bandiera) | Gran Premio d'Australia 1996 - Gran Premio del Giappone 2002                                                                                        |
| Peter Windsor | Regno Unito (bandiera) | Gran Premio d'Australia 2003 - Gran Premio di Turchia 2009 Gran Premio del Belgio 2009 - Gran Premio di Singapore 2009 Gran Premio del Brasile 2009 |
| James Allen   | Regno Unito (bandiera) | Gran Premio di Gran Bretagna 2009 - Gran Premio d'Europa 2009 Gran Premio del Giappone 2009 Gran Premio di Abu Dhabi 2009 - Presente                |
| Will Buxton   | Regno Unito (bandiera) | Gran Premio di Abu Dhabi 2009 (Qualifiche) |
| David Croft   | Regno Unito (bandiera) | Gran Premio della Malesia 2010 - Presente |